# José Maria Rodrigues Alves
José Maria Rodrigues Alves (Botucatu, 18 mei 1949), is een Braziliaans voormalig voetballer, beter bekend onder zijn spelersnaam Zé Maria.

## Biografie
Nadat hij de jeugd bij enkele kleinere clubs speelde begon hij in 1967 bij Portuguesa, de vierde club van São Paulo. In 1970 werd hij binnen gehaald door Corinthians en speelde hier dertien jaar. Met de club won hij vier keer het Campeonato Paulista en werd hij in 1976 vicelandskampioen.
Zé Maria speelde tien jaar voor het nationale elftal en zat in de selectie voor het WK 1970, waar hij echter niet speelde. Vier jaar later speelde hij wel vier wedstrijden op het WK in West-Duitsland.
1 Félix ·
2 Brito ·
3 Piazza ·
4 Carlos Alberto  ·
5 Clodoaldo ·
6 Marco Antônio ·
7 Jairzinho ·
8 Gérson ·
9 Tostão ·
10 Pelé ·
11 Rivellino ·
12 Stinghen ·
13 Roberto ·
14 Baldocchi ·
15 Fontana ·
16 Everaldo ·
17 Joel ·
18 Paulo Cézar Caju ·
19 Edu ·
20 Dario ·
21 Zé Maria ·
22 Leão ·
Coach: Zagallo